# Diane Hegarty
Diane Hegarty (Chicago, Illinois, 10 de julho de 1942) é uma atriz estadunidense.

## História
Diane nasceu em Chicago, Illinois. Após a morte do pai, a família mudou-se para San Francisco, onde a mãe casou-se novamente. Anos mais tarde, quando trabalhava como recepcionista do restaurante Mori's Point às margens do Oceano Pacífico, conheceu Anton LaVey, o qual iniciou um relacionamento com ela e acabou por divorciar-se da primeira esposa, Carole.
O casal viveu por muitos anos na "Black House" em San Francisco, a qual a partir de 1966 tornou-se sede da Igreja de Satã, fundada por ela e LaVey. Diane serviu como Grande Sacerdotisa da Igreja por quase duas décadas. Ela aparece em muitos rituais ocultistas filmados, que tornaram-se fontes de referência por quem quer que buscasse uma representação do satanismo. Além de suas atividades satânicas como anfitriã, feiticeira, relações públicas, administradora, mãe e esposa de mago, ainda ajudava Anton a alimentar Togare, o leão de estimação do casal.
Diane datilografou, editou e foi co-autora não creditada dos livros escritos por Anton, The Satanic Bible, The Satanic Rituals, The Compleat Witch (também conhecido por The Satanic Witch) e The Devil’s Notebook.
A filha que teve com Anton, Zeena LaVey despertou a atenção da mídia aos 3 anos de idade, quando da realização do seu batismo satânico. Os LaVeys ajudaram Zeena a criar o filho desta, Stanton LaVey. Em meados dos anos 1980, Diane e Anton iniciaram um amargo processo de separação litigioso. Posteriormente, Diane passou a dedicar-se integralmente à criação do neto Stanton. 